# قائمة الشركات في جرينلاند

موقع جرينلاند

جرينلاند ذات حكم ذاتي وإحدى مكونات لمملكة الدنمارك وتقع بين المحيطين المتجمد الشمالي والأطلسي، شرقي أرخبيل القطب الشمالي الكندي. على الرغم من أنها جزء من قارة أمريكا الشمالية من الناحية الجغرافية الطبيعية؛ ألا أن جرينلاند ارتبطت سياسياً وثقافياً بأوروبا؛ خاصةً النرويج والدنمارك، والقوى الاستعمارية، بالإضافة إلى جزيرة أيسلندا القريبة) لأكثر من ألف عام.
في عام 1979، منحت الدنمارك الحكم الذاتي لجرينلاند، وفي عام 2008، صوت سكان جرينلاند لصالح قانون الحكم الذاتي، الذي نقل المزيد من السلطة من حكومة المملكة (Regeringen) إلى حكومة الحكم الذاتي المحلية (Naalakkersuisut). وبموجب ذلك -منذ 21 يونيو 2009- يمكن لجرينلاند أن تتولى تدريجياً المسئولية عن الشرطة، والنظام القضائي، وقانون الشركات، والمحاسبة، ومراجعة الحسابات؛ أنشطة الموارد المعدنية؛ الطيران؛ قانون الأهلية القانونية، وقانون الأسرة، وقانون الميراث؛ الأجانب ومراقبة الحدود؛ بيئة العمل؛ والتنظيم المالي والإشراف، بينما تحتفظ حكومة المملكة بالسيطرة على الشئون الخارجية والدفاع. كما يحتفظ بالسيطرة على السياسة النقدية، وتقديم دعماً سنوياً أولياً قدره 3.4 مليار كرونة دانمركية، ومن المقرر أن تتضاءل تدريجياً مع مرور الوقت. وتتوقع جرينلاند أن ينمو اقتصادها على أساس زيادة الدخل من استخراج الموارد الطبيعية. استضافت العاصمة نوك دورة الألعاب الشتوية في القطب الشمالي لعام 2016. جرينلاند تقود العالم في مجال الطاقة المتجددة، فحوالي 70% من طاقتها تأتي من مصادر متجددة، وخاصة الطاقة الكهرومائية.

## شركات بارزة
تتضمن هذه القائمة الشركات البارزة التي يقع مقرها الرئيسي في الدولة. تتبع الصناعة والقطاع التصنيف المعياري لتصنيف الصناعة. تتضمن القائمة الشركات التي توقفت عن العمل.
| الاسم                                   | الصناعة             | القطاع                              | المقر     | تأسست | ملاحظات                  |
| --------------------------------------- | ------------------- | ----------------------------------- | --------- | ----- | ------------------------ |
| طيران جرينلاند                          | خدمات المستهلك      | الطيران                             | نوك       | 1960  | الطيران والخدمات الجوية  |
| خط أومياك القطبي الشمالي                | الصناعات            | النقل البحري                        | نوك       | 2006  | الشحن                    |
| مكتبة اتواقكات                          | خدمات المستهلك      | تجارة التجزئية                      | نوك       | 1976  | مكتبة                    |
| بنك جرينلاند                            | المالية             | الخدمات المصرفية                    | نوك       | 1967  | مصرف تجاري               |
| بروجسني                                 | خدمات المستهلك      | تجارة المواد الغذائية (تجزئة وجملة) | نوك       | 1963  | سلسلة أسواق (سوبر ماركت) |
| ديسكو لاين [الإنجليزية]                 | الصناعات            | النقل البحري                        | إيلوليسات | 2004  | Freight                  |
| جرينلاند الكبرى للفراء [الإنجليزية]     | البضائع الاستهلاكية | الملابس والإكسسوارات                | كاكورتوك  | 1985  | الفراء والأزياء          |
| إدارة مطارات جرينلاند                   | خدمات المستهلك      | الطيران                             | نوك       | 1988  | مطارات                   |
| جرينلاند للمشروبات [الإنجليزية]         | البضائع الاستهلاكية | المشروبات                           | نارساك    | 2004  | المشروبات                |
| الهيئة الجرينلاندية للإذاعة والتليفزيون | خدمات المستهلك      | البث والترفيه                       | نوك       | 1958  | هيئة إعلامية حكومية      |
| جرينلاند للتجارة                        | خدمات المستهلك      | تجارة تجزئة                         | سيسيميوت  | 1992  | شركة تجارية              |
| Nukissiorfiit                           | Utilities           | Alternative electricity             | نوك       | 1949  | State electrical         |
| Nunaoil                                 | Oil & gas           | Exploration & production            | نوك       | 1985  | Petroleum/natural gas    |
| نانوق للإعلام                           | خدمات المستهلك      | البث والترفيه                       | نوك       | 2002  | الإذاعة والتلفزيون       |
| Nuup Bussii                             | خدمات المستهلك      | Travel & tourism                    | نوك       | 1980  | Bus                      |
| Pilersuisoq                             | خدمات المستهلك      | Broadline retailers                 | سيسيميوت  | 1992  | General purpose stores   |
| Pisiffik                                | خدمات المستهلك      | Broadline retailers                 | سيسيميوت  | 2001  | General stores           |
| Post Greenland                          | Industrials         | Delivery services                   | نوك       | 1925  | Postal service           |
| الخط الملكي القطبي الشمالي              | الصناعات            | Delivery services                   | نوك       | 1993  | Freight                  |
| جرينلاند الملكية                        | البضائع الاستهلاكية | Farming & fishing                   | نوك       | 1990  | Fishing                  |
| سرميتسياك                               | خدمات المستهلك      | Publishing                          | نوك       | 1958  | جريدة                    |
| توساس [الإنجليزية]                      | Telecommunications  | Fixed line telecommunications       | نوك       | 1997  | Telecom, broadcaster     |

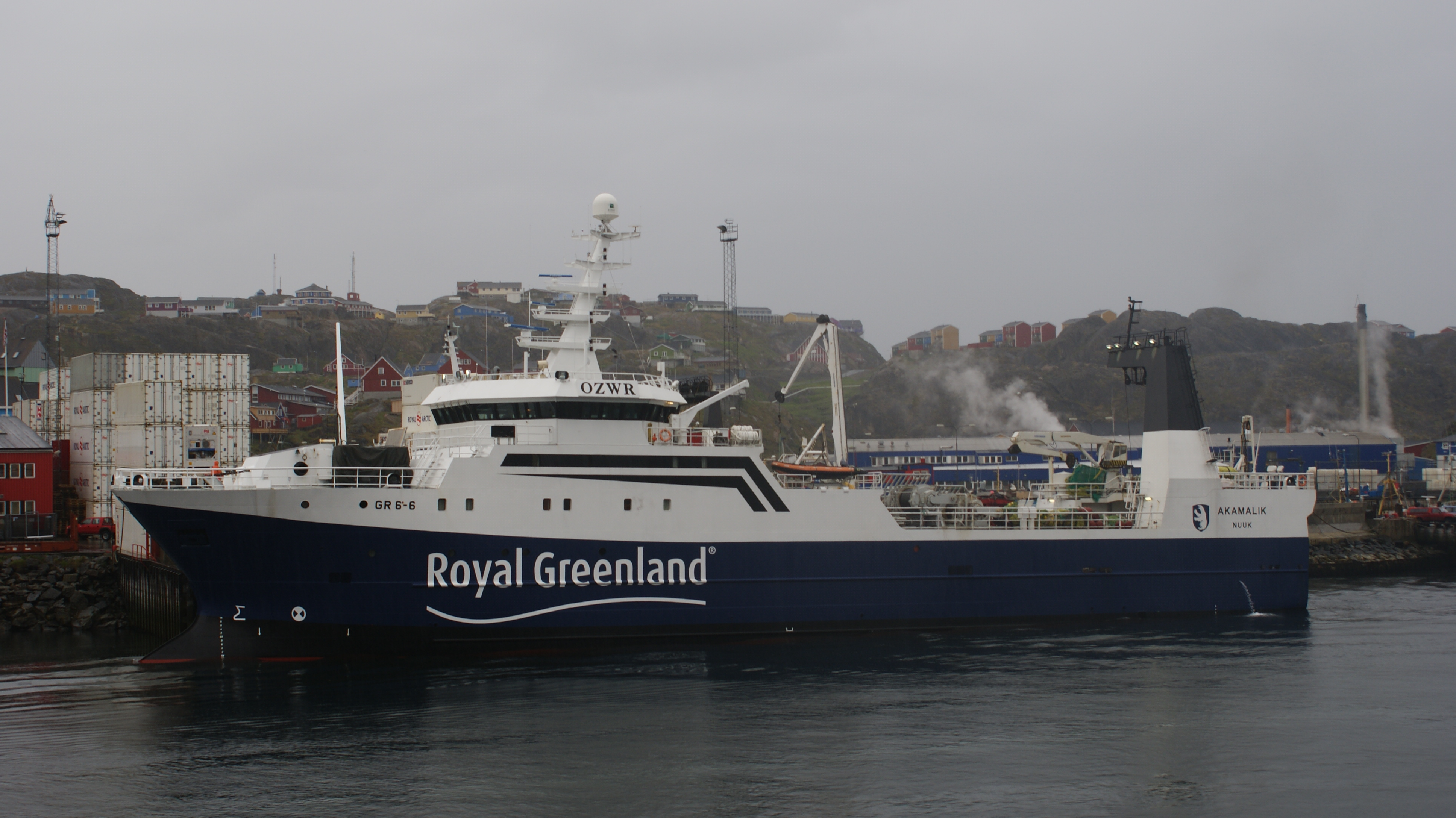
سفينة صيد تابعة لشركة جرينلاند الملكية في ميناء سيسيميوت
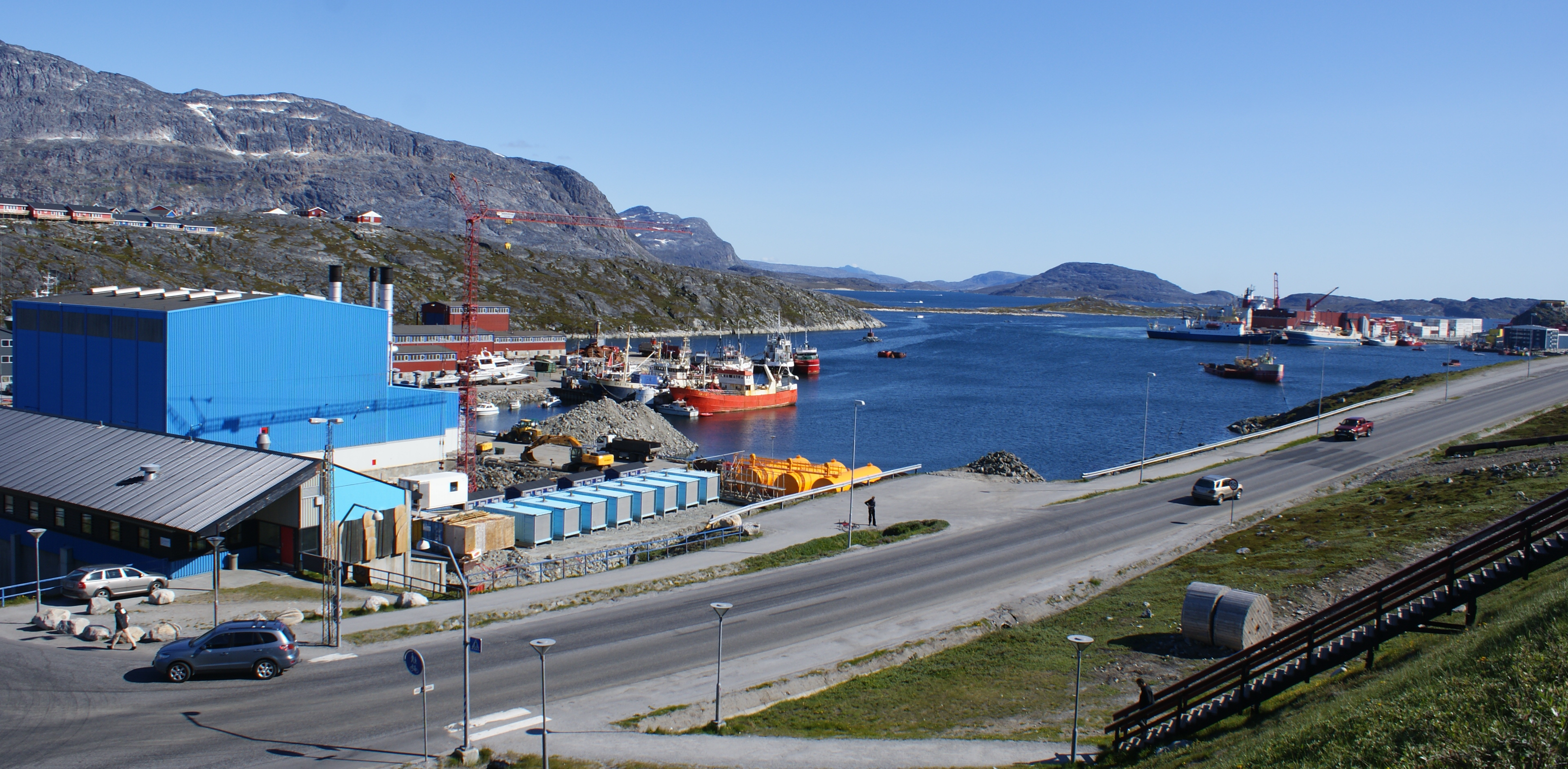
ميناء نوك
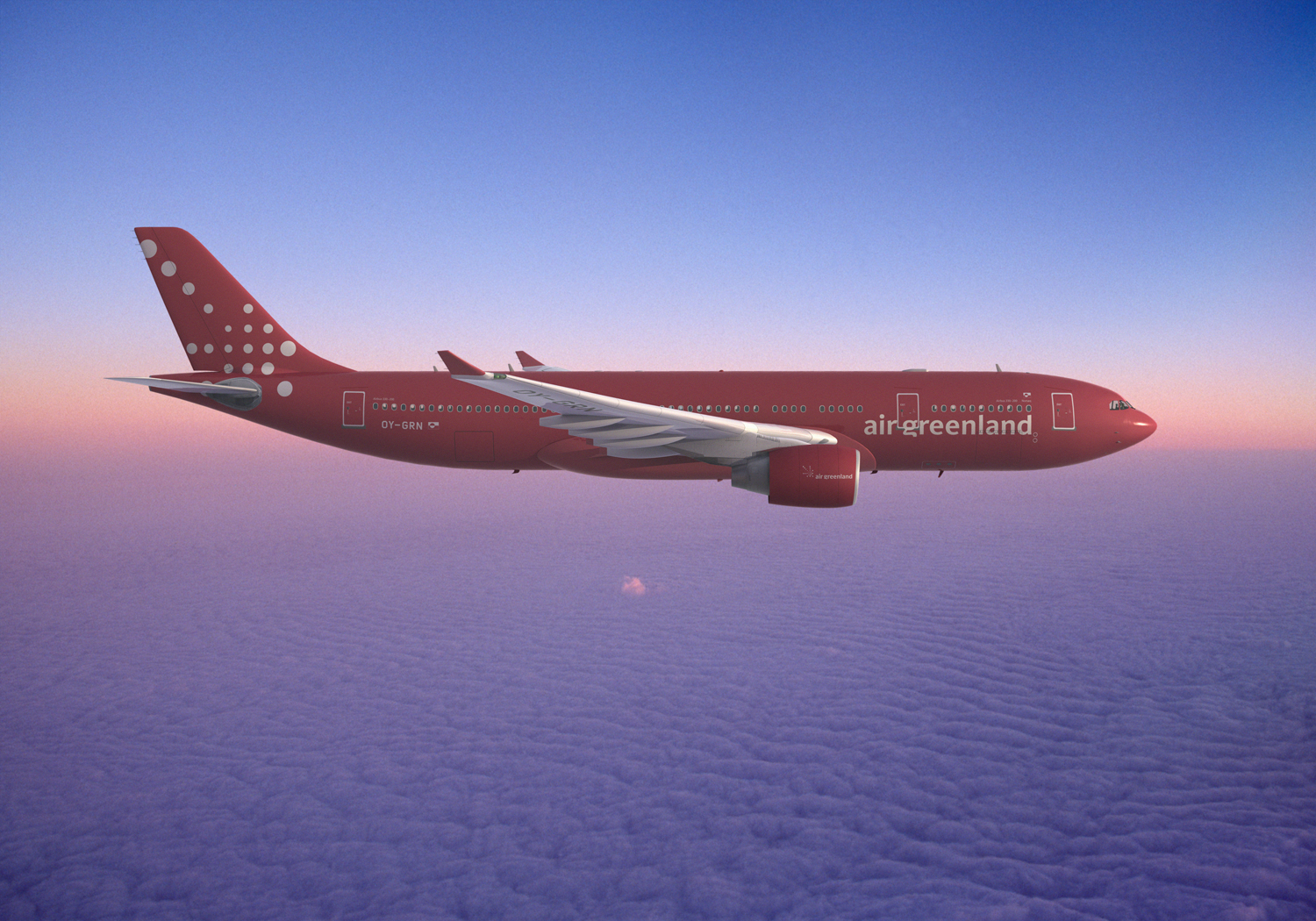
طائرة تابعة لشركة طيران جرينلاند من طراز إيرباص إيه 330-200